# Temple mormon de Philadelphie
Pour les articles homonymes, voir Philadelphie (homonymie).
Le temple mormon de Philadelphie est un temple de l’Église de Jésus-Christ des saints des derniers jours situé à Philadelphie, la plus grande ville du Commonwealth de Pennsylvanie, aux États-Unis. Il a été inauguré le 18 septembre 2016.